# Conus barthelemyi
Conus barthelemyi е вид охлюв от семейство Conidae. Видът не е застрашен от изчезване.

## Разпространение и местообитание
Разпространен е в Британска индоокеанска територия, Коморски острови, Мавриций, Малдиви, Остров Рождество, Реюнион и Сейшели.
Обитава пясъчните и скалисти дъна на океани и морета.